# Bandera de San Andrés, Providencia y Santa Catalina
La bandera de San Andrés y Providencia es el principal símbolo oficial del departamento colombiano de San Andrés y Providencia. El emblema  consta de una cruz de San Andrés en blanco sobre un campo en azul celeste.

## Banderas Similares
La bandera de San Andrés y Providencia es similar a la de Escocia variando con esta última en lo relativo al color y a la cruz de San Andrés que en la escocesa es más ancha. La bandera de la Isla de Tenerife, Islas Canarias también es una cruz de San Andrés blanca sobre fondo azul.